# 퍼시 잭슨과 올림포스의 신
《퍼시 잭슨과 올림포스의 신》(Percy Jackson & The Olympians)은 릭 라이어던이 지은 판타지 소설이다. 총 10권으로 '진정한 영웅'을 끝으로 완결되었으며, 총 14개의 언어로 번역되었다. 10권 중, 대한민국의 1, 2권에 해당되는 '번개 도둑'은 현재 20세기의 폭스사와 해리포터와 마법사의 돌과 해리포터와 비밀의 방의 감독을 맡았던 크리스 콜럼버스와 계약을 맺어 영화화를 결정했다.

## 시리즈
- 제1권 미스터D의 여름캠프
- 제2권 '번개 도둑'
- 제3권 '황금양피 탐색여행'
- 제4권 '괴물들의 바다'
- 제5권 '사라진 여신'
- 제6권 '티탄의 저주'
- 제7권 '미궁의 전투'
- 제8권 '크로노스의 부활'
- 제9권 '티폰의 공격'
- 제10권 진정한 영웅

## 등장인물

### 주인공
퍼시 잭슨 (Percy Jackson)
 이 책의 주인공으로, 아버지는 바다의 신, 포세이돈이다.
모든 반신반인이 그렇듯 난독증이 있고 전투반사신경 때문에 학교에서 큰 사건을 일으키고 쫓겨난다. 빅 3 예언의 주인공이다. 에나베스와는 연인같은 친구관계이며 타이슨과는 이복형제이다.(진짜 이름은 페르세우스 잭슨이다.)

### 조연
- 루크 카스텔란(Luke Castellan): 헤르메스의 아들. 헤르메스를 증오한다. 퍼시의 친구인 척했으나 배신하고 크로노스의 부활을 돕지만 마지막에는 크로노스의 파멸을 돕는다.
- 클라리스 라 루(Clarisse La Rue) : 전쟁의 신, 아레스의 딸이며 퍼시와는 원수지간이다.
- 타이슨(Tyson) : 퍼시의 이복동생. 키클롭스이며 키가 180cm가 넘고 힘도 매우 세고 포세이돈의 아들이다.
- 탈리아 그레이스(Thalia Grace) : 하늘의 신, 제우스의 딸로 괴물의 공격을 받은 후 소나무로 변하지만 황금양피의 힘으로 살아난다. 아르테미스의 사냥꾼 부사관인 조이가 죽자 사냥꾼들의 부사관이 된다.
- 케이론(Chiron) : 켄타우로스로 신화 속 많은 영웅들을 돌봤다. 반쪽 피 캠프의 책임자이다.
- 비앙카 디 안젤로(Bianca Di Angelo) : 니코의 누나이며 죽음의 신, 하데스의 딸. 시간이 멈추는 호텔에 하데스가 숨겨 놓았다. 빅3 협정 전에 태어났음.아르테미스의 사냥꾼 무리에 들어가서 영생을 얻지만 탐색여행에서 죽게 된다.
- 니코 디 안젤로(Nico Di Angelo) : 비앙카의 동생이며 하데스의 아들. 퍼시가 누나를 지키지 못해 배신했다고 생각하고 퍼시를 미워하지만 나중에는 돕는다.라스베가스의 시간이 멈춘 호텔에서 머물렀기 때문에 누나와 마찬가지로 빅3협정 이전에 태어남.
- 에나베스 체이스(Annabeth Chase) : 지혜의 여신, 아테나의 딸. 퍼시의 파트너로 지혜로워 퍼시를 자주 도운다. 퍼시와 연인관계이다.
- 그로버 언더우드 (Grover Underwood) : 사티로스. 퍼시의 수호자이자 단짝친구.
- 주니퍼:나무 정령.그로버의 여자친구이다.

## 줄거리

### 미스터 D의 여름캠프
열두 살의 퍼시 잭슨은 기숙사제 학교에서 또 한 번 쫓겨날 상황이다. 어찌 된 일인지는 모르지만 문제와 말썽이 퍼시에게서 떨어지지 않는다. 어느 날, 현장학습 때, 수학 교사가 괴물로 변해 퍼시를 죽이려 든다. 또 다른 교사의 도움으로 가까스로 위험에서 벗어났지만, 뭔가 자신이 모르는 일이 벌어지고 있는 것을눈치챈다.

### 번개 도둑
반쪽 피인 게 드러난 퍼시는 도둑맞은 제우스의 번개 화살을 열흘 만에 찾아서 돌려주고, 전쟁에 돌입하려는 올림포스 산에 평화를 가져와야 한다. 뉴욕에 있는 여름캠프에서 로스앤젤레스에 있는 지하세계 입구까지의 험난한 여정에서 퍼시와 친구들(사티로스인 그로버, 아테나의 딸인 아나베스)은 그들을 막으려는 수많은 적과 괴물들을 마주친다. 결국 사라진 번개를 되찾아 주는데는 성공하지만, 그 후 그 이상의 일을 해내야 하는 퍼시 일행의 앞에는 눈에 보이는 사실 외에 또 다른 음모가 도사리고 있는데...

### 황금양피 탐색여행
퍼시가 다니는 뉴욕 메리웨더 사립학교에서 퍼시와 그의 반 친구들이 끼어 있던 천진난만한 피구 경기가 못생긴 식인 거인 한 무리와의 무시무시한 죽음의 시합으로 돌변한다. 그리고 예기치 않게 도착한 퍼시의 친구 아나베스는 더 나쁜 소식을 가져온다. 반쪽 피 캠프를 지켜주는 탈리아의 소나무가 알 수 없는 적에 의해 중독되어 괴물들이 빈번하게 침범하곤 하는 것이다. 치료법을 찾지 못하면 반인반신들의 유일한 안식처인 반쪽 피 캠프가 파괴 될 위기에 처한 것이다. 게다가 판을 찾아 길을 떠났던 친구, 그로버가 거대한 키클롭스인 폴리페모스에게 쫓기는 장면이 꿈에서 나타난다.

### 괴물들의 바다
황금양피를 찾기 위해서는 괴물들의 바다로 가야 한다!
퍼시 잭슨은 캠프의 책임자로부터 황금양피 탐색여행에 대한 허락을 받지 않은 채 길을 떠난다. 마침내 일행은 황금양피가 있는 섬에 도착하는데, 이곳은 키클롭스, 폴리페모스가 황금양피를 보관하면서 식인 양 떼를 기르며 살고 있는 섬이었다. 퍼시 잭슨과 아나베스는 그로버를 구하기 위해 폴리페모스를 상대로 목숨을 건 싸움을 벌이고, 돌연 나타난 타이슨의 도움으로 드디어 황금양피를 구해, 반쪽 피 캠프로 돌아간다. 그사이 캠프 활동 책임자 키론의 누명이 벗겨지고, 캠프는 황금양피의 마법 효과 덕분에 다시 예전으로 돌아온다. 그런데 얼마 안 있어 캠프에 심상치 않은 일이 일어났다! 황금양피의 마법이 너무 강한 나머지, 제우스의 딸인 탈리아가 살아난 것이다.

### 사라진 여신
퍼시 일행은 그곳에서 새로운 반쪽 피, 비앙카와 니코 남매를 찾아내 반쪽 피 캠프로 데려가려고 한다. 사냥과 달의 여신, 아르테미스는 정체불명의 괴물을 뒤쫓다 사라지고 만다. 과연 여신은 어디로 간 것일까? 캠프로 돌아온 반쪽 피와 아르테미스의 사냥꾼들은 회의에 참석해 사라진 여신을 찾아 올림포스의 12월 동지회의에 참석시키려 하고, 여신이 뒤쫓던 괴물의 정체를 파악하기 위해 다섯 명의 탐색자를 선발한다. 캠프 참여자와 사냥꾼들의 연합 팀은 여신이 사라진 서쪽으로 출발한다. 그런데 퍼시의 오랜 적인 루크는 아직도 어둠의 세력에 머물며 괴물 군대를 훈련시키면서 올림포스와 반쪽 피들을 위협한다. 루크와, 그가 모시는 미지의 ‘장군’은 다섯 명의 탐색자들을 방해하고 없애기 위해 네메아의 사자와 열두 명의 해골 전사를 부활시켜 공격한다. 가까스로 괴물들을 처치한 퍼시 일행은 다시 서쪽으로, 사라진 여신을 찾으러 길을 떠나는데...

### 타이탄의 저주
열여섯 살 반쪽 피와 멸망의 괴물이 가져올 올림포스의 거대한 재앙을 막아라!
사라진 사냥의 여신 아르테미스를 찾아가는 반쪽 피들과 사냥꾼들의 탐색여행에 마침내 합류하게 된 퍼시 잭슨. 세상의 서쪽, 오트리스 산에서 아틀라스의 계략에 빠져 하늘을 대신 지고 있는 아르테미스 여신을 발견한다. 그리고 여신이 뒤쫓던 괴물의 정체가 퍼시가 전에 구해 준 적이 있는 소-뱀 괴물, 오피오타우로스라는 것을 알게 된 퍼시 일행은 티탄의 장군 아틀라스 및 그의 부하 괴물들과 일대 전투를 벌여 마침내 아틀라스를 굴복시킨다. 아틀라스와 티탄의 목적은, 티탄의 저주를 실현시키는 것이었다. 티탄과 아틀라스의 음모를 가까스로 막아 낸 퍼시 일행은 동짓날 신들의 평의회에 도착하여 신들의 심판을 받게 된다. 퍼시 일행은 이번 탐색여행에서의 공적을 인정받아 목숨을 건지는 것에서 나아가 성대한 파티의 주인공이 된다. 한편 그동안 자식이 없던 것으로 알려져 있던 하데스에게도 반쪽 피 자식이 있음이 밝혀지고, 그로버는 위대한 자연의 신 판의 부름을 느끼고 길을 떠날 채비를 한다.

### 미궁의 전투
사악한 루크와 괴물 군단이 미궁을 통해 캠프를 치지 못하도록 막아야 한다!
퍼시 잭슨은 엄마의 남자 친구, 폴 블로피시의 추천으로 구디 고등학교에 들어간다. 하지만 오리엔테이션 첫날, 기괴한 치어리더 괴물을 만나 대결을 벌이고는, 다시 반쪽 피 캠프로 돌아가게 된다. 그로버는 갈라진 발굽의 평의회에서 판에 대한 그로버의 주장을 뒷받침할 증거를 찾아오라는 최후의 통첩을 받는다. 한편, 퍼시와 아나베스는 캠프에서 훈련 도중 다이달로스의 미궁으로 들어가는 입구를 발견하게 되고, 미궁이 크로노스와 루크의 위험한 계획과 관련이 있음을 알게 된다. 마침내 퍼시 일행은 미궁 속으로의 탐색 여행을 떠나는데...

### 크로노스의 부활
마침내 부활한 시간의 신, 크로노스! 반쪽 피들과 괴물 군단의 엄청난 전쟁이 시작된다!
크로노스를 따르는 루크의 괴물 군대가 미궁을 통해 반쪽 피 캠프를 공격할 날이 머지 않았다. 루크는 다이달로스가 만든 마법의 실을 구해 미궁 속을 자유자재로 다닐 수 있게 될 것이고, 반쪽 피 캠프는 초토화가 될 것이다. 결국 올림포스의 신들은 굴복하고 크로노스 앞에 무릎을 꿇게 될 것이다. 퍼시 일행은 그런 재앙을 막기 위해 미궁 속을 헤매며 미궁을 건설한 천재 발명가, 다이달로스를 찾는다. 그러나 퍼시 일행은 한발 늦고, 크로노스는 황금 관 안에서 루크의 몸을 빌려 다시 부활하게 된다. 이로써 반쪽 피 캠프와 크로노스의 괴물 군단 사이에 거대한 전쟁이 시작되는데 ...

### 티폰의 공격
최악의 괴물, 티폰의 공격이 시작됐다. 올림포스 보존을 위한 퍼시의 최후 방법은 통할 것인가!
크로노스가 루크의 몸으로 들어간 지 1년 후, 퍼시는 베켄도르프와 크로노스의 군대가 있는 ‘안드로메다 공주’ 호를 폭파하는 임무를 맡는다. 배는 폭파되었지만 캠프의 첩자 때문에 베켄도르프는 죽음을 맞게되고 키론은 퍼시에게 대예언을 알려 준다. 퍼시는 이대로는 크로노스를 이길 수 없음을 깨닫고 니코의 제안을 받아들이기로 한다. 하데스의 방해에도 불구하고 마침내 스틱스 강으로 간 퍼시와 니코 앞에 누군가 나타나는데...

### 진정한 영웅
반쪽 피만이 신들을 구할 수 있다. 올림포스 산을 지키기 위한 반쪽 피들의 마지막 전투!
올림포스의 신들이 티폰과 싸우는 동안, 퍼시와 반쪽 피 친구들은 크로노스로부터 엠파이어 스테이트 빌딩을 지키기 위해 고군분투한다. 불사의 몸이 된 퍼시는 강력한 전투력과 지혜로 끊임없이 쏟아지는 괴물을 물리치지만 크로노스의 힘은 날이 갈 수록 세진다. 퍼시와 니코는 올림포스를 지키기 위해 전쟁에 참여하지 않은 신을 설득하는데….. 퍼시의 열여섯 번째 생일이 다가오는 가운데, 맨해튼에서 펼쳐지는 거대한 전투! 과연 퍼시와 반쪽 피 캠프 친구들은 올림포스를 지킬 수 있을까?

## 배경

### 반쪽 피(데미갓)
반쪽 피는 부모 중 한 명은 신이며 다른 한 사람은 인간으로, 공식 명칭은 '반신반인'이다. 데미갓은 열한 살까지는 괴물들의 위협을 받지 않지만, 그 이후에는 반쪽 피 대부분이 캠프로 오거나 살해 당한다.
반쪽 피 중에는 '빅 3'라 하여 제우스와 포세이돈, 하데스의 밑에서 태어난 반쪽 피들이 있는데, 그들은 아주 힘이 세며, 제 2차 세계대전 이후에 빅 3의 자식 중 한 명이 올림포스의 운명을 결정한다는 예언이 있어서 그 세 신들은 전쟁 이후에 자녀들을 낳지 않기로 약속 했으나 제우스는 딸(탈리아 그레이스)을, 포세이돈은 아들(퍼시 잭슨)을 낳는 실수를 범해 신들이 두려워하고 있다.

### 탐색여행
탐색여행은 데미갓이 여름 캠프에서 유일하게 밖에 나갈 수가 있는 기회로, 캠프 책임자인 미스터 D나 키론에게 허락을 받아야 가능 하다. 탐색 여행에서는 자신이 맡은 임무를 충실히 해내야 한다.

### 미스터 D의 여름 캠프
미스터 D의 여름 캠프는 데미갓들이 괴물들을 피해서 사는 곳으로, 장난이나 훈련을 위해 들어오게 하지 않는 이상 이 곳에는 경계선이 쳐져 있어 괴물들이 들어오지 못한다. 그리고 부모님이 누구냐에 따라 숙소가 다르지만 부모님이 확정되지 않은 반쪽 피는 확정될 때까지 헤르메스 숙소에서 지낸다. 숙소 순서는 다음과 같다. 하지만 알다시피 5권(번역본 10권)에서 퍼시가 다른 마이너한 작은 신들의 숙소도 만들었지만, 그 전에 오리지날 숙소만 포함한다.
- 1번 제우스
- 2번 헤라
- 3번 포세이돈
- 4번 데메테르
- 5번 아레스
- 6번 아테나
- 7번 아폴론
- 8번 아르테미스
- 9번 헤파이스토스
- 10번 아프로디테
- 11번 헤르메스
- 12번 디오니소스

## 영화
20세기 폭스사에서 2010년 2월 11일에 퍼시 잭슨과 번개 도둑을 개봉하였다. 크리스 콜럼버스가 감독을 맡고, 로건 레먼, 알렉산드라 다드다리오, 로자리오 도슨, 우마 서먼, 피어스 브로스넌, 숀 빈 등이 역할을 맡았다. 또한 2013년 9월 12일에 2번째 시리즈인 퍼시 잭슨과 괴물들의 바다를 개봉했다.